# Ken’ya Onodera
Ken’ya Onodera (japanisch 小野寺 健也 Onodera Ken’ya; * 18. November 1997 in der Präfektur Kanagawa) ist ein japanischer Fußballspieler.

## Karriere
Ken’ya Onodera erlernte das Fußballspielen in der Universitätsmannschaft der Meiji-Universität. Seinen ersten Profivertrag unterschrieb er im Februar 2020 bei Montedio Yamagata. Der Verein, der in der Präfektur Yamagata beheimatet ist, spielte in der zweiten japanischen Liga, der J2 League. Die Saison 2021 wurde er an den Ligakonkurrenten Tochigi SC nach Utsunomiya ausgeliehen. Sein Profidebüt gab Ken’ya Onodera am 28. Februar 2021 im Heimspiel gegen Fagiano Okayama. Hier wurde er in der 80. Minute für Daisuke Kikuchi eingewechselt. 2021 absolvierte er 23 Zweitligaspiele. Nach Ende der Ausleihe wurde er am 1. Februar 2022 von Tochigi fest unter Vertrag genommen. Im August 2022 wechselte er auf Leihbasis bis Saisonende zum Drittligisten Kagoshima United FC. Für den Klub aus Kagoshima stand er zehnmal in der dritten Liga auf dem Spielfeld. Nach der Ausleihe kehrte er Anfang 2023 wieder zum Tochigi SC zurück.